# Zengpiyan
Die Zengpiyan-Stätte (chinesisch 甑皮岩遗址, Pinyin Zèngpíyán yízhǐ, englisch Zengpiyan Site) ist eine neolithische Höhlenstätte in Südchina. Sie befindet sich am südwestlichen Fuß des Dushan-Gebirges (Dú Shān 独山) auf dem Gebiet von Guilin, Autonomes Gebiet Guangxi der Zhuang. Sie wird auf die Zeit von ca. 7000 bis 5500 v. Chr. bzw. die älteste Schicht auf 12.000-11.000 vor heute datiert.

## Geschichte
Die Stätte wurde 1973 zuerst ausgegraben. Die Fläche der Haupthöhle beträgt ca. 200 Quadratmeter. Entdeckt wurde eine große Anzahl Feuer- und  Abfallgruben, im hinteren Teil des Höhleninneren befanden sich Steinmaterial und halbfertige Steinwerkzeuge aufgehäuft. Ausgegraben wurden angeschlagene Steingeräte und polierte Steingeräte, es gibt auch Knochenartefakte (biao-Typ-Fischspeere (yúbiāo 鱼镖), Pfeilspitzen (zú 镞), Ahlen (zhuī 锥), Nadeln (zhēn 针) und Haarnadeln (jī 笄)) – sowie Muschelmesser (bàngdāo 蚌刀). Die verwendete Keramik gehört meist dem „Schnurmuster-guàn-Gefäß-Typ“ (绳纹罐类; vgl. Jomon-Töpferei) zu. Die Töpferwaren werden chinesischen Archäologen zufolge auf 12.000 bis 7.000 vor heute datiert. In der Höhle befinden sich auch aufgehäufte Schichten aus von nicht wenigen Menschen nach dem Essen weggeworfenen Resten von Schnecken- und Süßwassermuschelschalen sowie Tierknochen. Die natürliche Höhle wurde von den Menschen der damaligen Zeit als Wohnstätte verwendet, möglicherweise war es ein saisonbedingtes Habitat. Die Höhle diente auch eine Zeit lang als Grabstätte, es wurden Knochen von ca. 30 Menschen entdeckt. Es waren keine Begräbnisgruben (maizangkeng) und keine Begräbniswerkzeuge (zangju) zu sehen. Die Beerdigung fand hauptsächlich in Hockstellung statt, es gibt nur ganz wenige Grabbeigaben.
Die Frage der Domestikation des Schweines an dieser Stätte ist noch nicht abschließend beantwortet.
Die Zengpiyan-Stätte (Zengpiyan yizhi) steht seit 2001 auf der Liste der Denkmäler der Volksrepublik China (5-100).
Um ihre Erforschung hat sich der chinesische Archäologe Fu Xianguo verdient gemacht.